# Protector (film)
Protector (The Protector) è un film del 1985 diretto da James Glickenhaus.
La pellicola ha per protagonista Jackie Chan.

## Trama
Chan interpreta Billy Wong, un poliziotto di New York, il cui partner viene ucciso. Messo in servizio con nuovo partner Danny Garoni, i due si trovano sulle tracce dei rapitori che hanno preso la figlia di un ricco uomo d'affari, le tracce li portano a Hong Kong, dove combattono sia un boss della droga e le autorità per cercare di ottenere la figlia del ricco uomo d'affari.